# Саут-Йоркшир
Са́ут-Йо́ркшир (англ. South Yorkshire, [ˌsaʊθ ˈjɔːrkʃər], буквально «Южный Йоркшир») — церемониальное метрополитенское графство в северной Англии. Входит в состав региона Йоркшир и Хамбер. Крупнейший город и административный центр — Шеффилд. Население 1,365 млн человек (10-е место среди церемониальных графств; данные середины 2014 года).

## География
Общая площадь территории 599 км² (38-е место среди церемониальных графств).
Расположено на востоке от Пеннинских гор.
Основные реки: Деарн, Ротер и Дон.
В графстве находится Южный и Западный Йоркширский зелёный пояс).

## История
Саут-Йоркшир был образован в качестве метрополитенского графства в 1974 году в южной части Западного райдинга Йоркшира.

## Административное деление
В составе графства выделено 4 административных района:
| Метрополитенское графство | Метрополитенский район | Метрополитенский район | Административный центр | Населённые пункты |
| ------------------------- | ---------------------- | ---------------------- | ---------------------- | --- |
| Саут-Йоркшир              | Барнсли (район)        |                        | Барнсли                | Биллингли, Бёрдуэлл, Кадуорт, Дерфилд, Дертон, Додуорт, Грейт-Хогтон, Граймторп, Хойленд, Ройстон, Пенистон, Тёрнскоу, Уомбуэлл, Уорсборо |
| Саут-Йоркшир              | Донкастер (район)      |                        | Донкастер              | Adwick le Street, Armthorpe, Askern, Auckley, Balby, Barnby Dun, Bawtry, Bentley, Bessacarr, Braithwell, Branton, Cantley, Carcroft, Conisbrough, Cusworth Denaby, Dunscroft, Dunsville, Edenthorpe, Edlington, Finningley, Fishlake, Hatfield, Hyde Park, Intake, Kirk Sandall, Loversall, Marr, Mexborough, Micklebring, Moorends, Scawsby, Scawthorpe, Skellow, Stainforth, Rossington, Sykehouse, Norton, Thorne, Tickhill, Wadworth, Warmsworth, Wheatley, Wheatley Hills |
| Саут-Йоркшир              | Ротерем (район)        |                        | Ротерем                | Anston, Aughton, Brinsworth, Dinnington, Harthill, Kiveton Park, Maltby, Rawmarsh, Scholes, Swinton, Thorpe Hesley, Todwick, Treeton, Thurcroft, Wales, Wath-upon-Dearne, Bolton-upon-Dearne, Woodsetts, Whiston |
| Саут-Йоркшир              | Сити-оф-Шеффилд        |                        | Sheffield City Centre  | Beighton, Chapeltown, Highlane, Mosborough, Oughtibridge, Stocksbridge, Wharncliffe Side |

## Политика
Советы для метрополитенских графств были упразднены в 1986 г., управление было передано в ведение округов.

## Спорт
Самый популярный спорт в Саут-Йоркшире — футбол, представленный такими командами, как «Шеффилд Юнайтед», "Шеффилд Уэнсдей", "Барнсли", «Ротерем Юнайтед», «Донкастер Роверс». Второй по значимости спорт — мотоспорт, представленный командой «Манор Мотоспорт».